# اراده قدرت
ارادهٔ قدرت (به آلمانی: Der Wille zur Macht) مفهومی است در فلسفه فریدریش نیچه. ارادهٔ قدرت چیزی است که به عقیدهٔ نیچه نیروی محرک اصلی انسانها برای زندگی است.
در اوایل سال ۱۸۷۲ نیچه به مطالعه کتاب راجر جوزف بوسکویچ بنام نظریه فلسفه طبیعی (Theoria Philosophia Naturalis) پرداخت. نیچه تنها اشاره به بوسکویچ را در فراسوی نیک و بد می‌کند.

## کرافت در مقابل ماخت
برخی از تصورات نادرست از اراده به قدرت، از جمله تصاحب فلسفه نیچه توسط نازی‌ها، ناشی از نادیده گرفتن تمایز نیچه بین کرافت («نیرو» یا «قدرت») و ماخت («قدرت» یا «توان») است. کرافت قدرت اولیه‌ای است که ممکن است توسط هر چیزی که آن را در اختیار دارد به کار گیرد، در حالی که ماخت، در فلسفه نیچه، نزدیک به تعالی و «غلبه بر خود»، یعنی هدایت آگاهانه کرافت برای اهداف خلاقانه است.